# XXVII Premis de la Unión de Actores
La XXVII edició dels Premis de la Unión de Actores, corresponents a l'any 2017, concedits pel sindicat d'actors Unión de Actores y Actrices, va tenir lloc el 12 de març de 2018 al Circo Price. Fou patrocinada per la Fundación AISGE. La gala fou dirigida per José Ignacio Tofé i presentada per Richard Collins-Moore, qui va rebre els presents amb la cançó Heroes de David Bowie. Durant la cerimònia es va fer una clara reivindicació de la igualtat dels drets de la dona en la professió d'artista.

## Categories

### Premi a Tota una vida
- Esperanza Roy

### Premi Especial
- Juan Carlos Corazza

### Menció d'Honor Mujeres en Unión
- Associació de dones cineastes i de mitjans audiovisuals

### Cinema

#### Millor actriu protagonista
| Actriu        | Pel·lícula             | Resultat   |
| ------------- | ---------------------- | ---------- |
| Kiti Mánver   | Las heridas del viento | Nominada   |
| Nathalie Poza | 'No sé decir adiós     | Guanyadora |
| Penélope Cruz | Loving Pablo           | Nominada   |

#### Millor actor protagonista
| Actor            | Pel·lícula   | Resultat  |
| ---------------- | ------------ | --------- |
| David Verdaguer  | Estiu 1993   | Nominat   |
| Javier Bardem    | Loving Pablo | Nominat   |
| Javier Gutiérrez | 'El autor    | Guanyador |

#### Millor actriu secundària
| Actriu       | Pel·lícula | Resultat   |
| ------------ | ---------- | ---------- |
| Adelfa Calvo | El autor   | Guanyadora |
| Belén Cuesta | La llamada | Nominada   |
| Gracia Olayo | La llamada | Nominada   |

#### Millor actor secundari
| Actor               | Pel·lícula         | Resultat  |
| ------------------- | ------------------ | --------- |
| Antonio de la Torre | El autor           | Nominat   |
| Juan Diego          | 'No sé decir adiós | Guanyador |
| Víctor Clavijo      | Llueven vacas      | Nominat   |

#### Millor actriu de repartiment
| Actriu            | Pel·lícula     | Resultat   |
| ----------------- | -------------- | ---------- |
| Inma Cuevas       | Toc Toc        | Nominada   |
| Geraldine Chaplin | Tierra firme   | Guanyadora |
| Pilar Castro      | Es por tu bien | Nominada   |

#### Millor actor de repartiment
| Actor            | Pel·lícula     | Resultat  |
| ---------------- | -------------- | --------- |
| Jorge Usón       | Incerta glòria | Guanyador |
| Juan Diego       | Oro            | Nominat   |
| Secun de la Rosa | La llamada     | Nominat   |

#### Millor actriu revelació
| Actriu          | Pel·lícula, serie u obra | Resultat   |
| --------------- | ------------------------ | ---------- |
| Esther Acebo    | La casa de papel         | Nominada   |
| Itziar Castro   | Pieles                   | Guanyadora |
| Sandra Escacena | Verónica                 | Nominada   |

#### Millor actor revelació
| Actor          | Pel·lícula, serie u obra | Resultat  |
| -------------- | ------------------------ | --------- |
| Eneko Sagardoy | Handía                   | Guanyador |
| Mon Ceballos   | Estoy vivo               | Nominat   |
| Xabier Murúa   | La cocina                | Nominat   |

### Televisió

#### Millor actriu protagonista
| Actriu            | Sèrie de televisió       | Resultat   |
| ----------------- | ------------------------ | ---------- |
| Alexandra Jiménez | La zona                  | Nominada   |
| Aura Garrido      | El Ministerio del Tiempo | Nominada   |
| Malena Alterio    | Vergüenza                | Guanyadora |

#### Millor actor protagonista
| Actor           | Sèrie de televisió        | Resultat  |
| --------------- | ------------------------- | --------- |
| Álvaro Morte    | La casa de papel          | Nominat   |
| Asier Etxeandía | Velvet Colección          | Nominat   |
| Nacho Fresneda  | 'El Ministerio del Tiempo | Guanyador |

#### Millor actriu secundària
| Actriu        | Sèrie de televisió   | Resultat   |
| ------------- | -------------------- | ---------- |
| Alba Flores   | La casa de papel     | Nominada   |
| Ana Polvorosa | Las chicas del cable | Guanyadora |
| Ana Villa     | Centro médico        | Nominada   |

#### Millor actor secundari
| Actor        | Sèrie de televisió       | Resultat  |
| ------------ | ------------------------ | --------- |
| Jaime Blanch | El Ministerio del Tiempo | Nominat   |
| Pedro Alonso | La casa de papel         | Guanyador |
| Vito Sanz    | Vergüenza                | Nominat   |

#### Millor actriu de repartiment
| Actriu         | Sèrie de televisió       | Resultat   |
| -------------- | ------------------------ | ---------- |
| Luisa Gavasa   | El Ministerio del Tiempo | Nominada   |
| Mamen Camacho  | Servir y proteger        | Nominada   |
| Petra Martínez | La que se avecina        | Guanyadora |
|                |                          |            |

#### Millor actor de repartiment
| Actor          | Sèrie de televisió        | Resultat  |
| -------------- | ------------------------- | --------- |
| Jaime Lorente  | La casa de papel          | Nominat   |
| José Troncoso  | Gym Tony                  | Nominat   |
| Víctor Clavijo | 'El Ministerio del Tiempo | Guanyador |

### Teatre

#### Millor actriu protagonista
| Actriu          | Muntatge               | Resultat   |
| --------------- | ---------------------- | ---------- |
| Blanca Portillo | El cartógrafo          | Nominada   |
| Clara Sanchís   | Una habitación propia  | Nominada   |
| María Hervás    | 'Iphigenia en Vallecas | Guanyadora |

#### Millor actor protagonista
| Actor               | Muntatge                      | Resultat  |
| ------------------- | ----------------------------- | --------- |
| Carlos Hipólito     | Billy Eliot, el musical       | Nominat   |
| Ginés García Millán | Espía a una mujer que se mata | Nominat   |
| Jorge Usón          | Arte                          | Guanyador |

#### Millor actriu secundària
| Actriu       | Muntatge                                  | Resultat   |
| ------------ | ----------------------------------------- | ---------- |
| Alba Flores  | Troyanas                                  | Nominada   |
| María Isasi  | La orestíada                              | Guanyadora |
| Marta Molina | Una gata sobre un tejado de zinc caliente | Nominada   |

#### Millor actor secundari
| Actor            | Muntatge                                  | Resultat  |
| ---------------- | ----------------------------------------- | --------- |
| Jorge Bosch      | Espía a una mujer que se mata             | Nominat   |
| José Luis Patiño | Una gata sobre un tejado de zinc caliente | Nominat   |
| Manolo Solo      | 'Smoking Room                             | Guanyador |

#### Millor actriu de repartiment
| Actriu          | Muntatge              | Resultat   |
| --------------- | --------------------- | ---------- |
| Ana Villa       | La madre que me parió | Nominada   |
| Gloria Albalate | Mueblofília           | Nominada   |
| Lucía Barrado   | Incendios             | Guanyadora |

#### Millor actor de repartiment
| Actor          | Muntatge       | Resultat  |
| -------------- | -------------- | --------- |
| Manuel Morón   | Smoking Room   | Guanyador |
| Pepe Ocio      | Smoking Room   | Nominat   |
| Rodrigo Poisón | El intercambio | Nominat   |